# Referéndum autonómico de Martinica de 2010
El referéndum autonómico de Martinica de 2010 se realizó el 10 de enero de 2010. El objetivo de este referéndum era decidir el cambio de estatus administrativo de Martinica dentro la República Francesa. La propuesta autonómica fue rechazada por el 79,31% de los votantes; de haber sido aprobada, Martinica hubiera dejado de ser un departamento de ultramar, para convertirse en una colectividad de ultramar, estatus similar al que posee la Polinesia Francesa. Unas 300 mil personas estaban autorizadas para votar.
El referéndum había sido anunciado por el presidente francés Nicolas Sarkozy en junio de 2009, como respuesta a una serie de protestas y huelgas que sacudieron diversos departamentos de ultramar franceses a inicios de 2009. Simultáneamente al referéndum en Martinica, se llevó a cabo otro similar en la Guayana Francesa. Ambos departamentos presentaban niveles de desempleo de 22%. El cambio de estatus también fue rechazado en la Guayana Francesa.